# Hohmichele

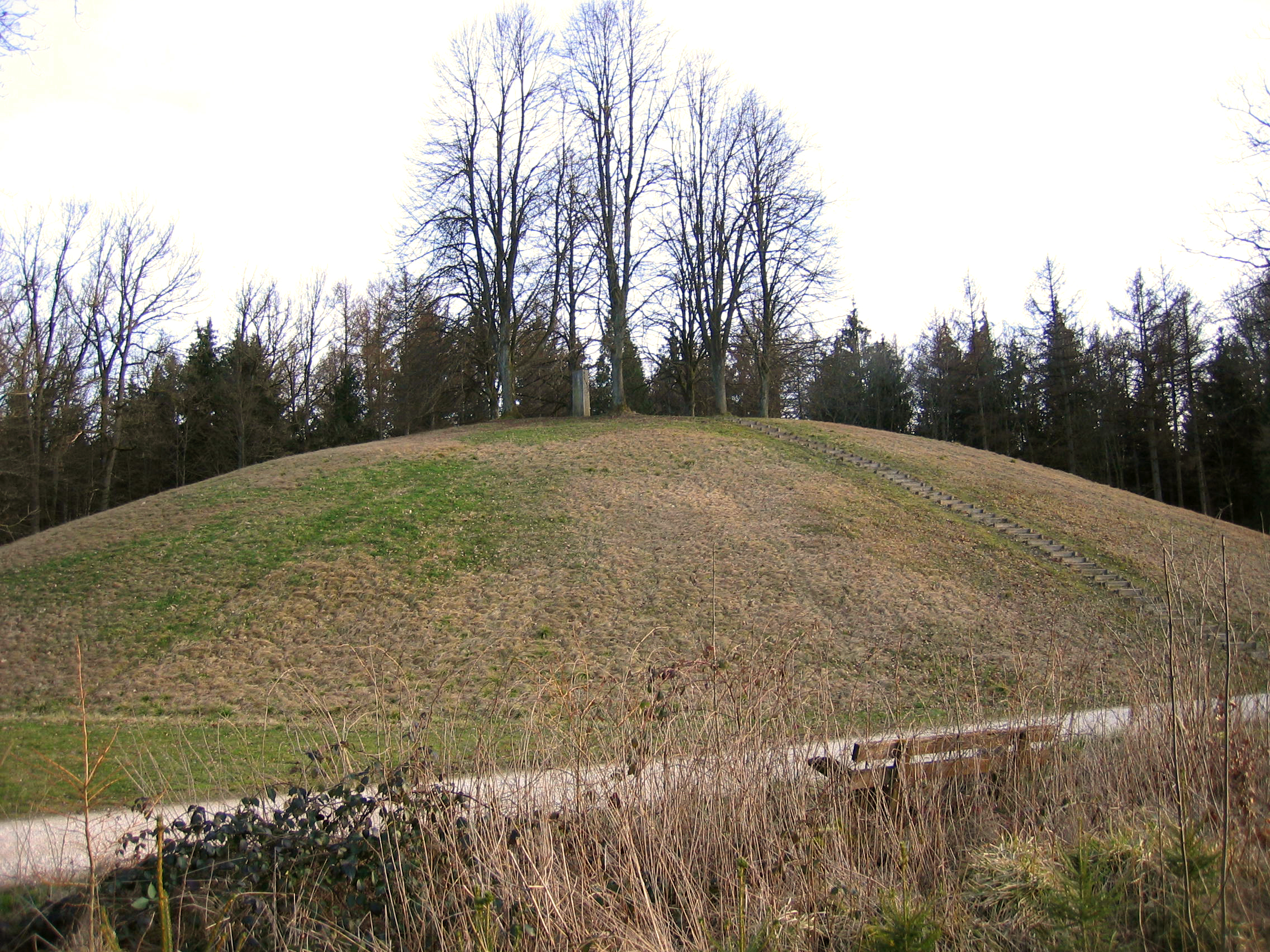
Grabhügel Hohmichele (2007)

Der Hohmichele ist ein keltischer Fürstengrabhügel der späten Hallstattzeit auf der Gemarkung Heiligkreuztal der Gemeinde Altheim im Landkreis Biberach. Er gehört zum Komplex der Heuneburg bei Hundersingen, in der Nähe der Donau. Mit einem Durchmesser von 85 m und einer Höhe von 13,5 m ist der Grabhügel einer der größten Mitteleuropas.

## Lage

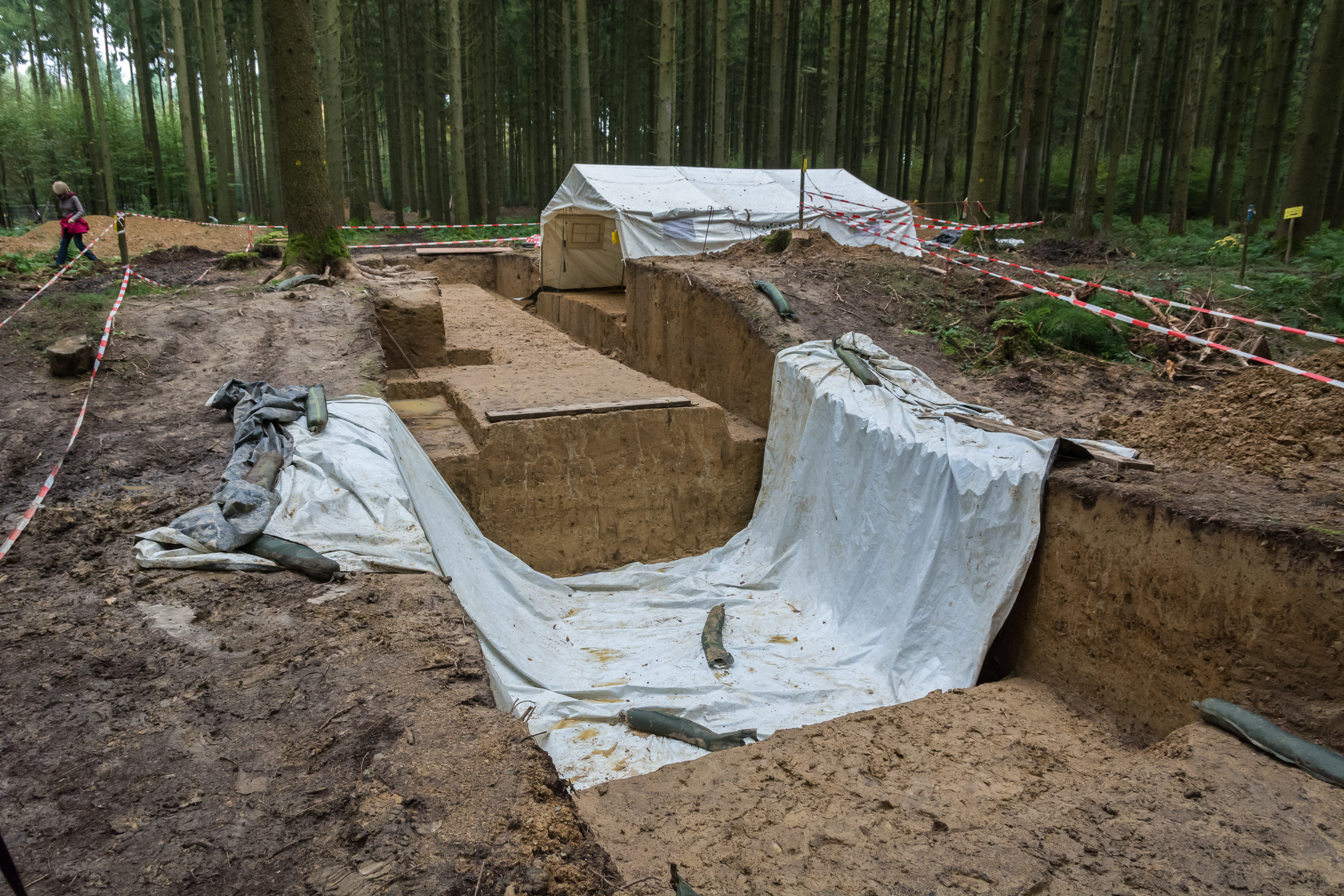
Grabung an der Viereckschanze am Hohmichele (2014)

Der Hohmichele befindet sich etwa 3,5 km westlich der Festungsanlage Heuneburg und steht in direktem Zusammenhang mit deren Besiedlungsgeschichte. In dem Gebiet um die Heuneburg befinden sich rund 50 solcher Grabhügel, die so genannte „Hohmichele-Gruppe“, die jedoch nicht dessen imposante Höhe erreichen. 14 davon sind als solche noch zu erkennen, da sie innerhalb eines kleinen Wäldchens liegen. Unweit östlich des Fußes des Hohmicheles wurde eine kleine Viereckschanze archäologisch untersucht.

## Der Grabhügel
Mit einem Durchmesser von 85 m und einer Höhe von 13,5 m ist der Grabhügel einer der größten Mitteleuropas. Er wurde 1937/1938 von Gustav Riek erstmals wissenschaftlich erforscht, der hierzu die Hügelkuppe, das Zentrum und einen Teil der östlichen Hügelhälfte des Hohmicheles ausgraben ließ. Die Belegung des Hügels reicht vom ausgehenden 7. Jahrhundert bis in die 2. Hälfte des 6. Jahrhunderts v. Chr.
Im Zentrum des Hügels fand sich eine ebenerdige, mit Eichenbohlen ausgekleidete, 5,7 m lange, 3,5 m breite und 1 m hohe Holzbohlenkammer (Grab I). Dieses Hauptgrab, in dem ein Mann und eine Frau beigesetzt wurden, wurde bereits kurz nach der Beisetzung nahezu vollständig ausgeplündert. Übrig blieben Reste des Pferdegeschirrs und nahezu 600 Glasperlen einer kostbaren Kette. Feinste Goldfäden gehören zu einem Brokatstoff. Der Boden der Grabkammer war mit Rinderfell ausgelegt. Über dem Zentralgrab wurde ein 5 m hoher Kernhügel mit einem Durchmesser von etwa 40 m aufgeschüttet.
12 m südöstlich des Zentralgrabes, etwa 2,20 m über der alten Oberfläche, lag ein unversehrtes Holzkammergrab (Grab VI). Es war 3 m lang, 2,40 m breit und 1 m hoch. Beigesetzt waren ebenfalls ein Mann und eine Frau. Zur Ausstattung gehörten ein vierrädriger Wagen mit den Schirrungsteilen für zwei Pferde, Speise- und Trinkgeschirr aus Bronze, ein Köcher mit 51 eisernen Pfeilspitzen, ein eisernes Hiebmesser sowie reicher Kettenschmuck aus Glas- und Bernsteinperlen. Zur Glasperlenkette gehörten etwa 2.300 meergrüne Perlen. Die Frau wurde im Wagen beigesetzt, der Mann auf den Holzbohlen. Von den Bronzegefäße aus Grab VI waren der Kessel und das Schöpfgefäß zu Füßen der Toten niedergelegt worden, die Schale lag neben dem Kopf. Die gefundenen Gewebereste zeigen Wollstickereien, die zu den ältesten Belegen des Stickens in Europa gehören.
Ungefähr 1 m über Grab VI lag Grab IX, ein sogenanntes Scheiterhaufengrab. Der im Alter zwischen 18 und 30 Jahren verstorbenen Frau waren neben zwei Bronzearmringen über 20 ritz- und stempelverzierte Tongefäße mit Rotbemalung und Graffitierung ins Grab gegeben worden.
Bei sechs weiteren Gräbern (Gräber II–V, VII, VIII) handelt es sich um Körperbestattungen. 22 Feuerstellen, die auf der Oberfläche der verschiedenen Aufschüttungsstadien des Hügels angelegt wurden, dürften im Zusammenhang mit dem Totenkult stehen.

## Forschungsgeschichte

Ostseitengabung,
Ausgrabung 1936/37

Zentrumsgrabung,
Ausgrabung 1936/37

1936 veranlasste im Auftrag der Forschungsgemeinschaft Deutsches Ahnenerbe der Leiter des Urgeschichtlichen Forschungsinstitutes der Universität Tübingen, Gustav Riek, die Grabung am Hohmichele, welche im Oktober 1938 „angesichts der bedrohlichen politischen Lage“ abgebrochen wurde. Während des Kriegs fanden keine weiteren Untersuchungen statt. Es wurden rund 15.000 m³ Erde bewegt, das entspricht einem Drittel der Hügelschüttung. Der Hügelscheitel wurde bis auf halbe Höhe abgetragen und das Zentralgrab freigelegt.
Von 1954 bis 1956 führte Siegwalt Schiek weitere Untersuchungen am Hohmichele durch. 1960 wurde der Hohmichele wieder auf seine letzte Höhe von 13,5 m aufgeschüttet.
In dem Hügel wurden 13 Bestattungen nachgewiesen, von denen zahlreiche Grabbeigaben zeugen. Das Hauptgrab stellte sich als antik geplündert heraus.

## Das Kriegerdenkmal

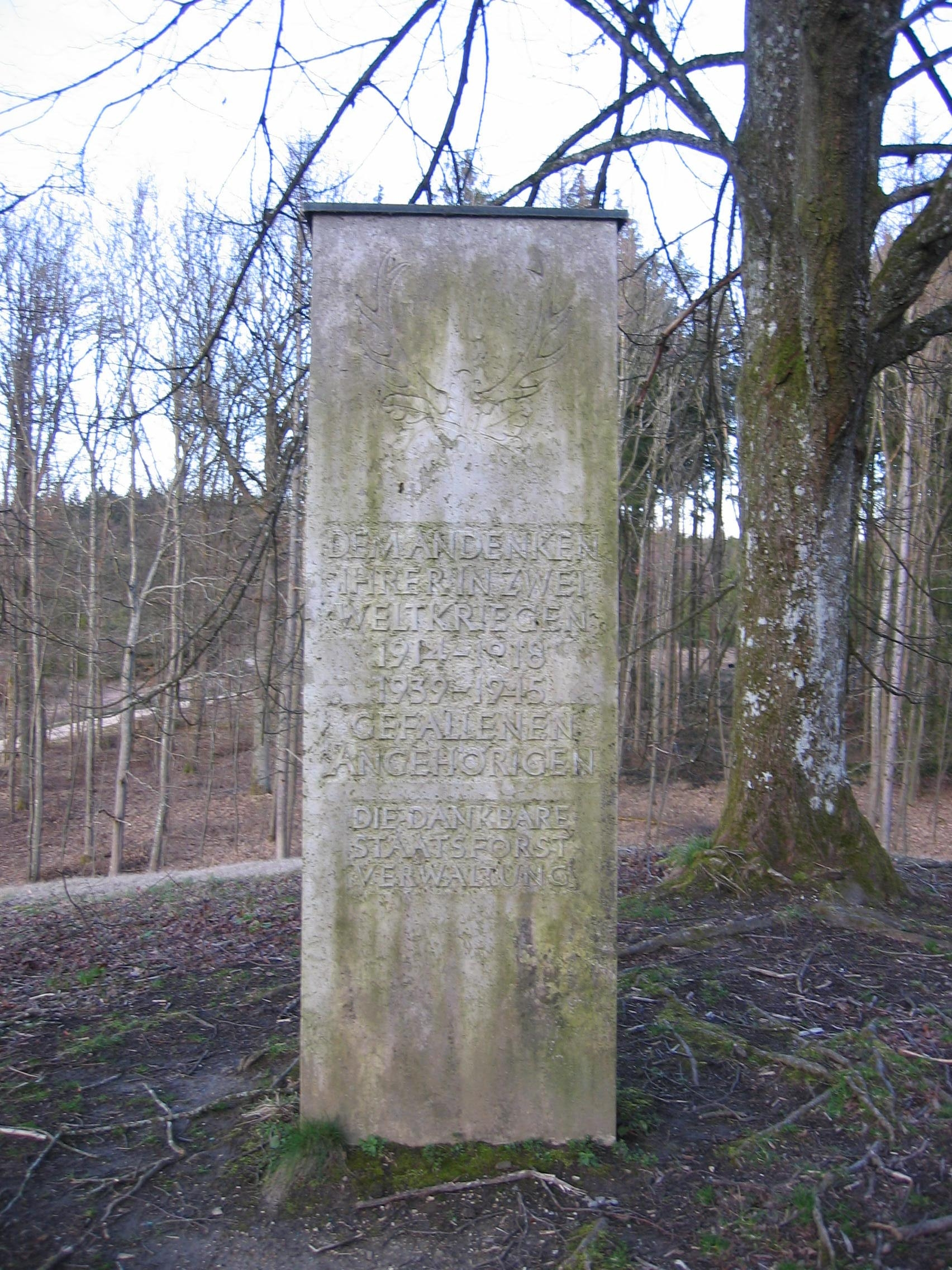
Stele des Kriegerdenkmals

Auf der Hügelkuppe des Hohmichels ließen die Forstdirektion Tübingen und die Staatsforstverwaltung ein Kriegerdenkmal im Andenken an die Opfer der beiden Weltkriege errichten. Die in Stein gegossene Stele trägt auf der Ostseite die Inschrift:
Der Hohmichele ein Totenmal keltischen Geschlechtes aufgeführt im 6. Jahrhundert vor Chr.
1936 und 1937 teilweise ausgegraben
1955 zur alten Höhe aufgeschüttet
Forstdirektion Tübingen
Die Inschrift auf der Westseite lautet:
Dem Andenken ihrer in zwei Weltkriegen
1914–1918
1939–1945
gefallenen Angehörigen
Die dankbare Staatsforstverwaltung
Die Stele steht in einem aus acht Bäumen bestehenden Baumkreis, zwischen denen sich Ruhebänke befinden. Das Kriegerdenkmal auf der Kuppe ist über eine Treppe zu erreichen.

## Befundsicherung und Fundverbleib

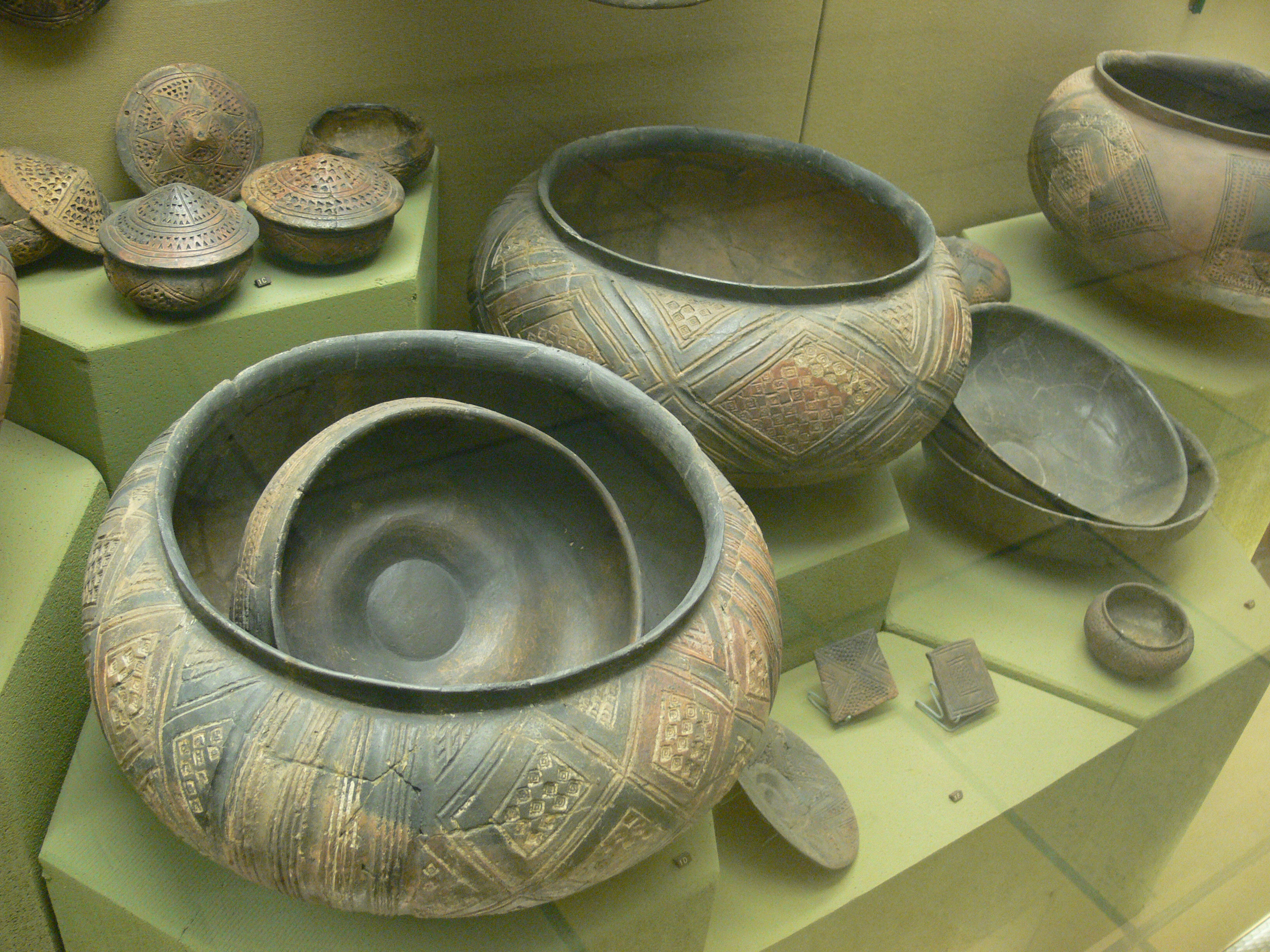
Im Grabhügel Hohmichele gefundene Keramikgefäße

Der Grabhügel befindet sich als überwachsenes Bodendenkmal auf einer kleinen Lichtung im Wald. Neben den gezeigten Gefäßen fanden sich während der Ausgrabungen weitere Fundstücke, so zum Beispiel wertvolle Ketten als Totenbeigabe, Pfeilspitzen, die auf Gegenstände des täglichen Lebens schließen lassen, ein Kessel, Radnaben, die als einzige Überreste auf die bei den Kelten übliche Bestattung kompletter Wagen mit Pferdegeschirr hinweisen, sowie bronzene Teller eines Totenmahls. Der überwiegende Teil des Fundmaterials befindet sich in den Beständen des Landesmuseums Württemberg sowie im „Heuneburgmuseum“ in Hundersingen.

## Galerie

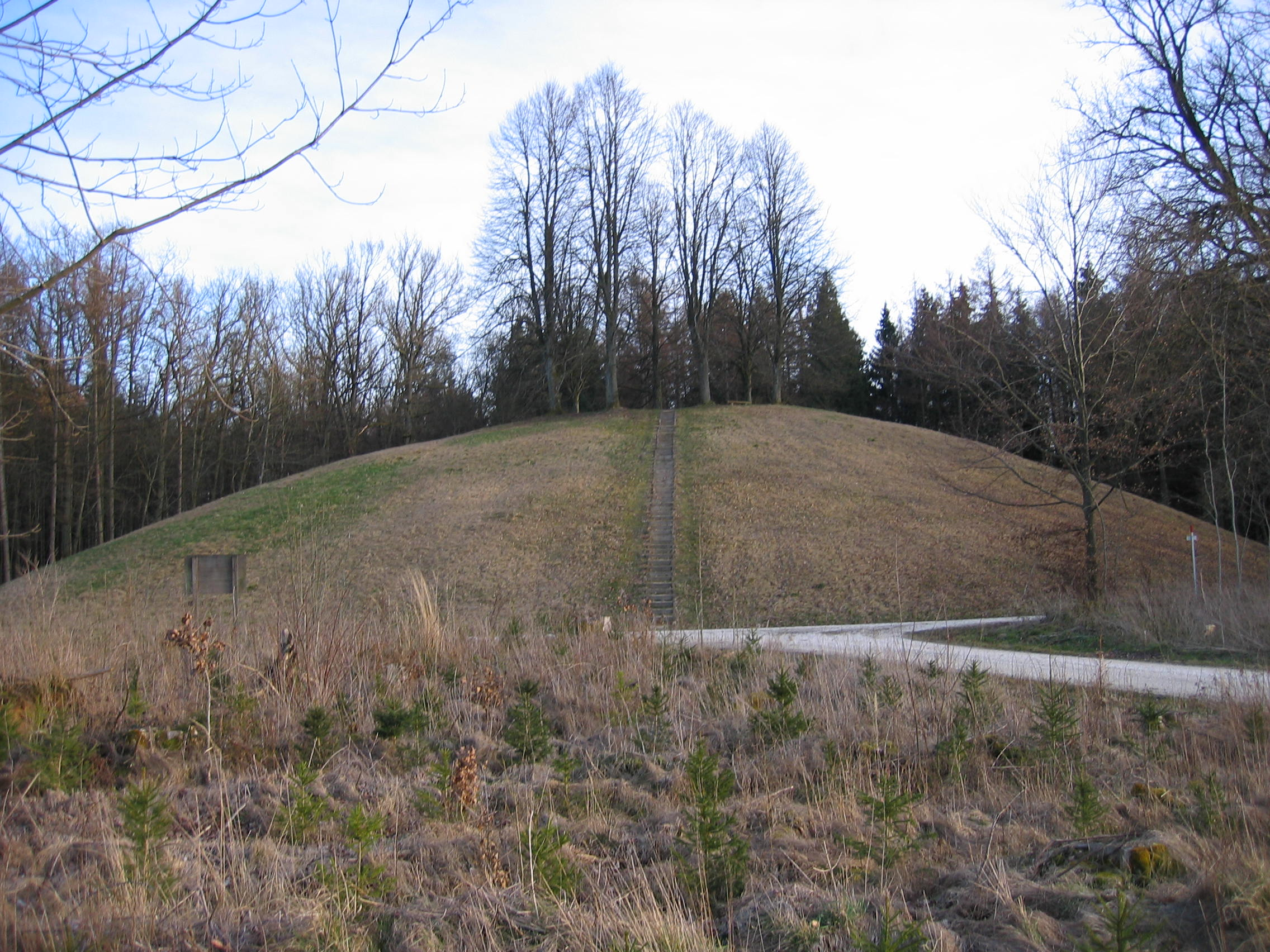
Grabhügel Hohmichele
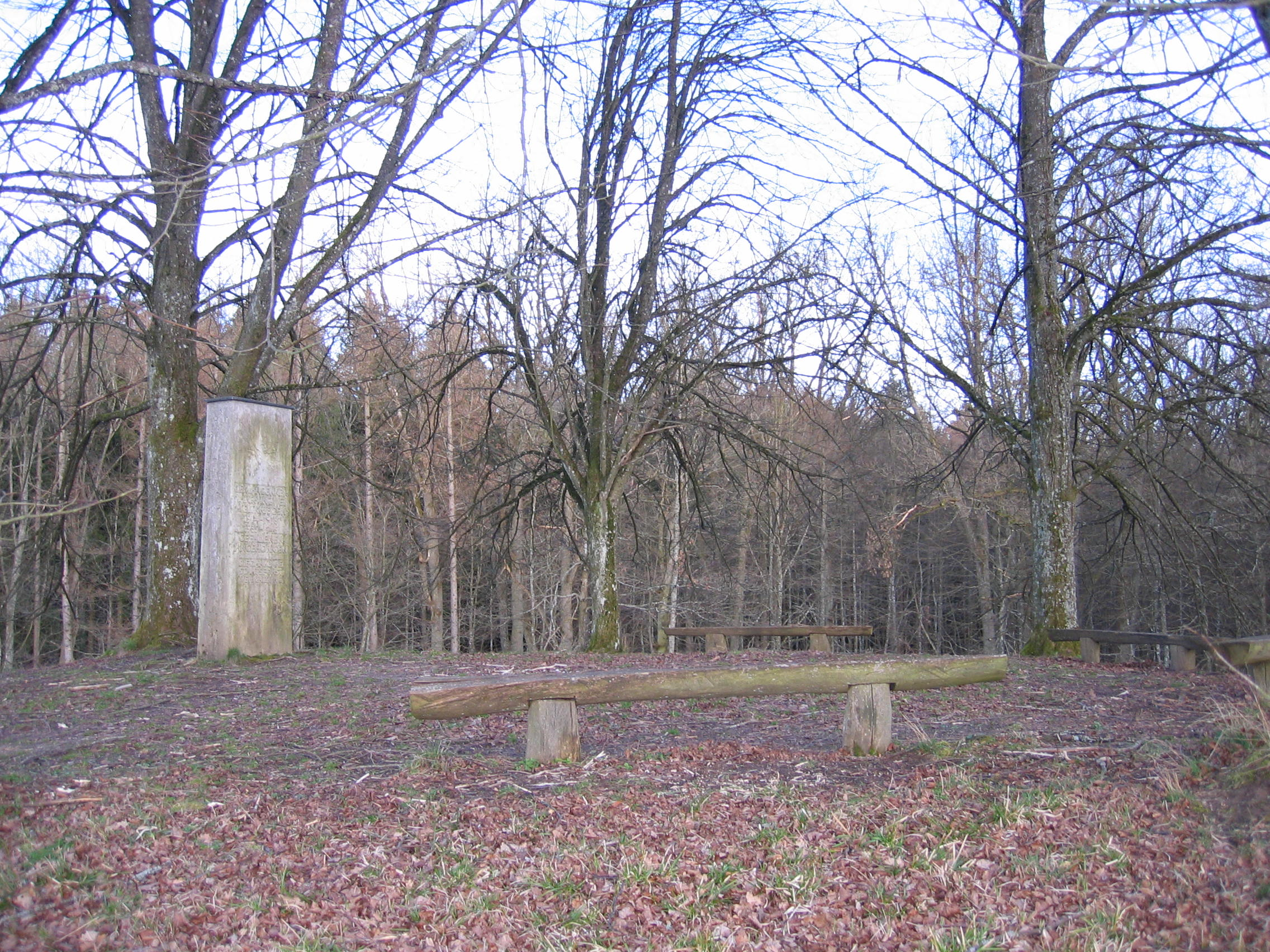
Kriegerdenkmal auf der Hügelkuppe
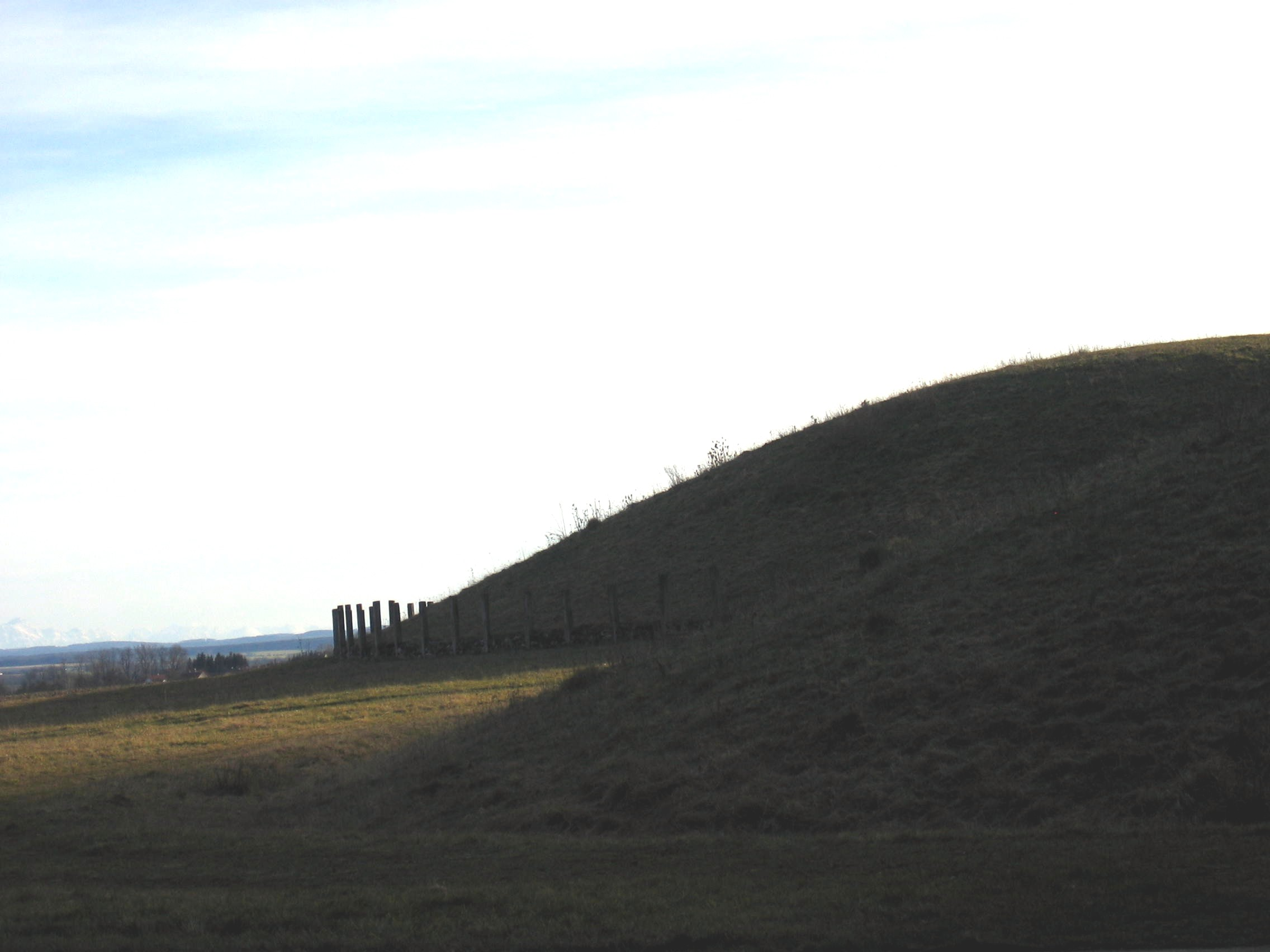
Grabhügelfeld Gießbühl der Heuneburg Vordergrund: Grab I, Hintergrund: Grab II